# Münzgrabenkirche

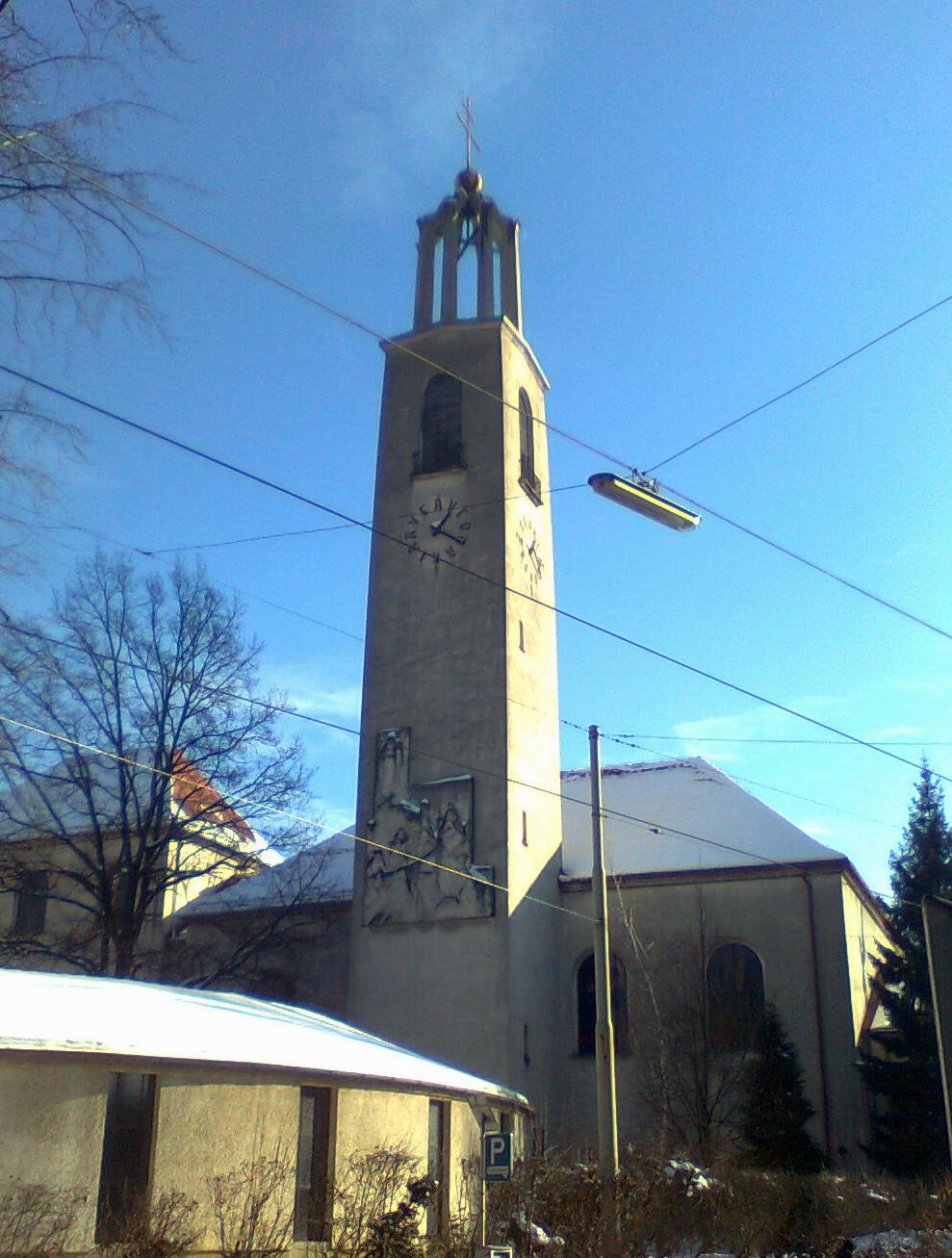
Münzgrabenkirche

Die Münzgrabenkirche, die Fatimakirche zum Unbefleckten Herzen Mariens bzw. Pfarrkirche Graz-Münzgraben, ist eine katholische Kirche in Graz, 1952–60 nach den Plänen des österreichischen Architekten Georg Lippert errichtet.
Sie ist nach dem berühmten portugiesischen Wallfahrtsort Fátima benannt. Das Gebäude befindet sich in der Münzgrabenstraße im sechsten Grazer Stadtbezirk Jakomini. Sie ist Pfarrkirche der Pfarre Graz-Münzgraben im Dekanat Graz-Süd der Stadtkirche Graz und war bis 2013 Sitz des Dominikanerkonvents zum Unbefleckten Herzen Mariens, einer Niederlassung der Dominikaner OP in der Süddeutschen Provinz des Ordens.

## Geschichte des Konvents und der Kirche

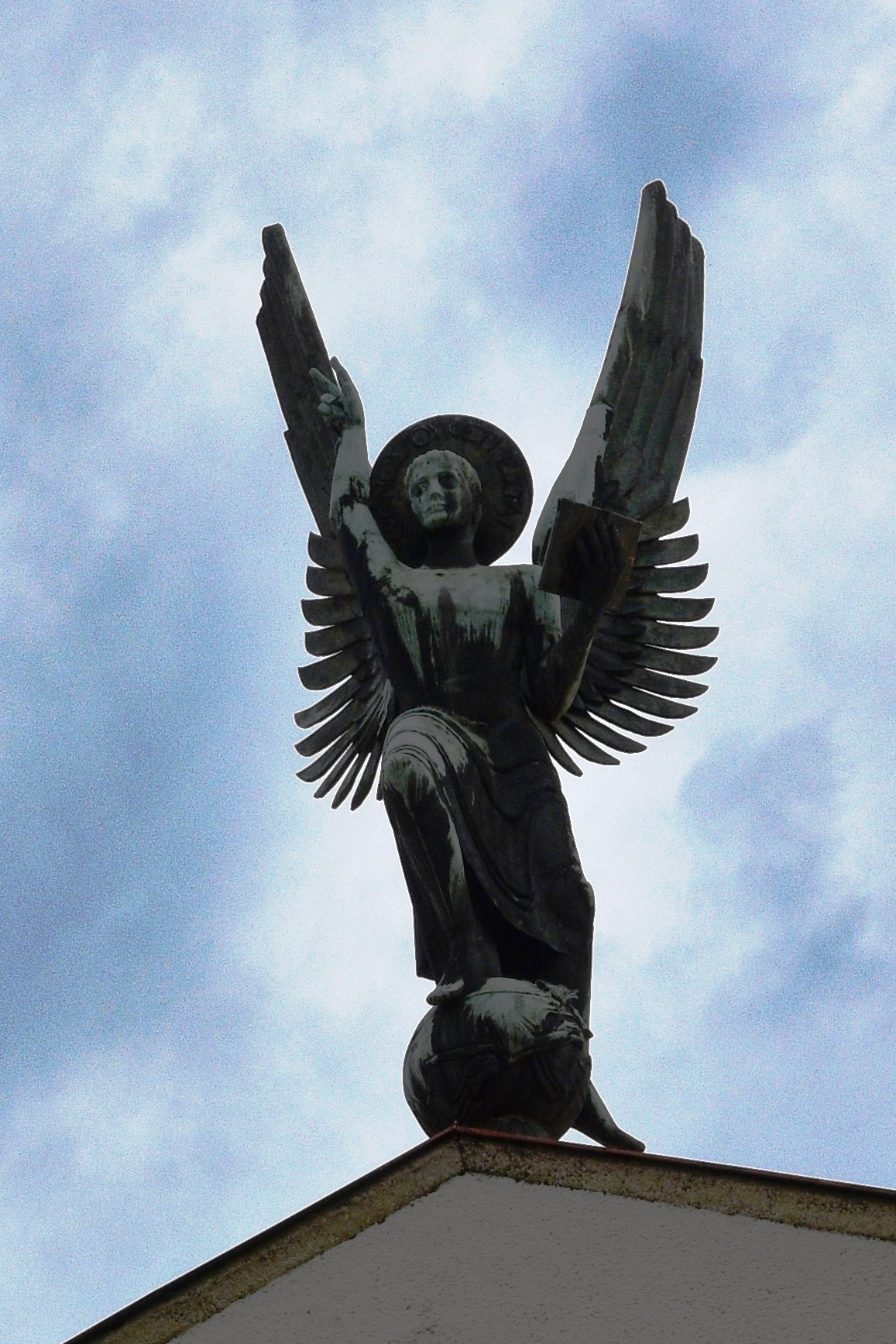
Hl. Michael auf dem Giebel des Langhauses

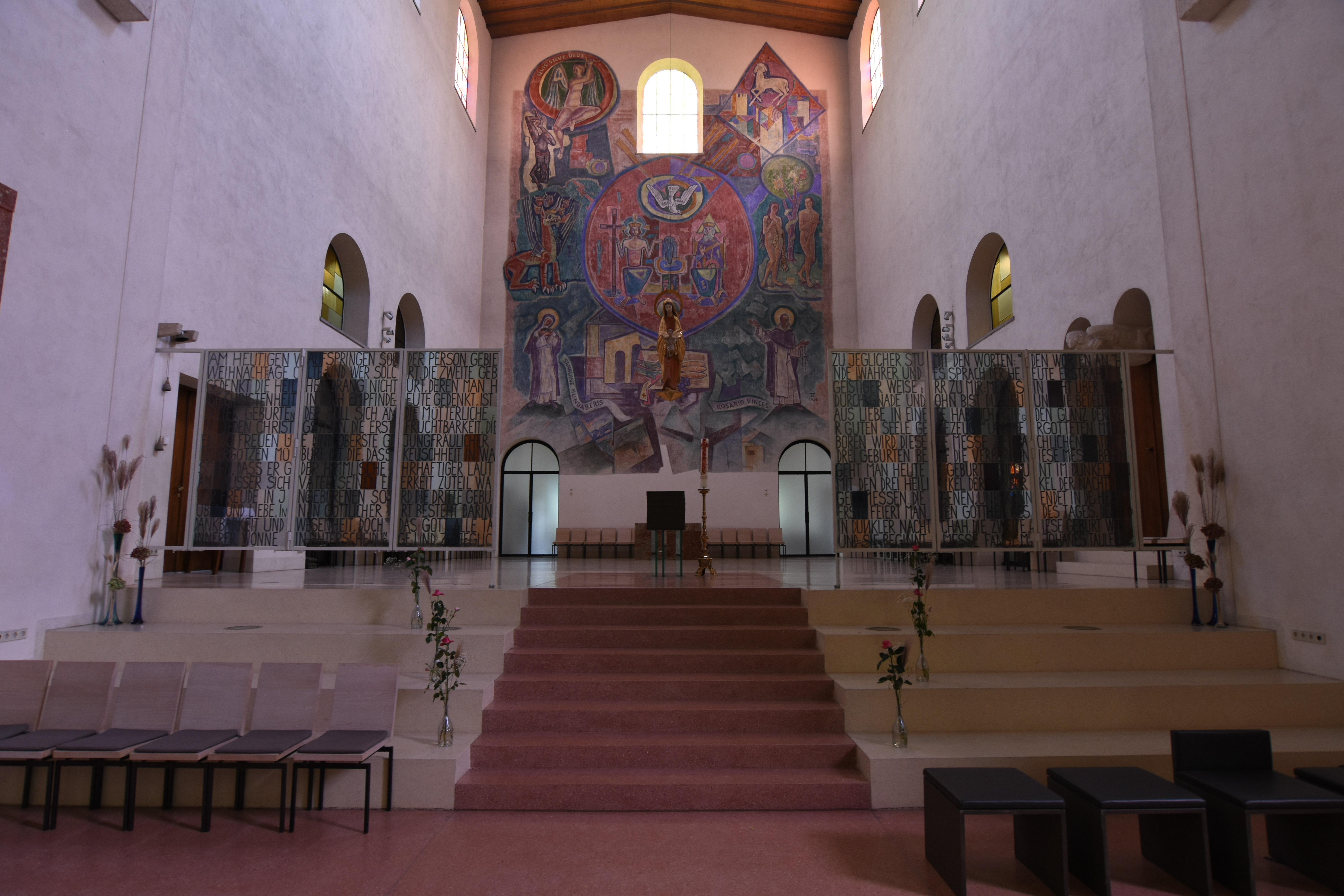
Altarraum der Kirche

An der Stelle des heutigen Kirchengebäudes befand sich ursprünglich seit dem 17. Jahrhundert ein Augustiner-Barfüßer-Kloster und eine St. Anna Kirche, in dem auch der Geistliche und Schriftsteller Abraham a Sancta Clara gewirkt hatte. Unter der Regentschaft Kaiser Joseph II. fiel die Klosteranlage 1807 an die Dominikaner, diese waren vorher 1466–1585 an der Stadtpfarrkirche und 1586–1807 an der St. Andräkirche niedergelassen.
1832 wurden Pfarre und Kloster an die Jesuiten übergeben. Nach 16 Jahren wurden die Patres vertrieben und im Konventshaus, das vom Militär gemietet wurde, ein Lazarett und ein Choleraspital eingerichtet. Im Jahr 1867 kehrten die Dominikaner zurück. Am 1. November 1944 wurde die St. Anna-Kirche bei einem Bombenangriff vollständig zerstört.
Etwas weiter südlich des Standortes der ursprünglichen Kirche entstand der Neubau der Fatimakirche und des Konvents zum Unbefleckten Herzen Mariens. Die nach den Entwürfen des Wiener Architekten Georg Lippert errichtete Münzgrabenkirche besteht aus einem Langhaus, einem deutlich abgesetzten Chor und dem seitlichen Glockenturm, die Ordensniederlassung nimmt die Nebentrakte ein. An der Südseite der Kirche befindet sich zur Erinnerung an die alte und im Zweiten Weltkrieg zerstörte Kirche eine Annenkapelle. Baubeginn war 1952 und die Einweihung fand am 31. Oktober und 1. November 1960 statt.
Danach waren nur mehr wenige Dominikanerpatres in Graz ansässig, Hauptaufgabe war die Pfarrbetreuung, sie stellten Pfarrer und Kaplan, daneben Krankenhausseelsorge im LKH Graz und Altenpastoral. Außerdem verfügte der Konvent über eine gute historische Bibliothek und betrieb den kleinen Fatima-Verlag des Dominikaner-Konvents.
Nach dem tödlichen Autounfall des damaligen Pfarrers Pater Max Svoboda am 17. Februar 2012 beschloss die Süddeutsche Ordensprovinz der Dominikaner, das Grazer Kloster wie auch ein Münchner Kloster (St. Katharina von Siena) zu schließen. Im August 2013 wurde der Pfarrverband Münzgraben – St. Josef der Diözese zur Betreuung übergeben. Nur ein Pater verbleibt als Krankenhausseelsorger in Graz.

## Gestaltung der Kirche
Das Sakralgebäude von 1952 hat historistische Züge, entspricht aber wegen seiner reduzierten Formen der funktional-sachlichen Nachkriegsarchitektur, und kann als frühe postmodernistische Arbeit von Lippert gesehen werden.
Den nach Süden gewandten Dachgiebel des Langhauses ziert eine Statue des Hl. Michael von Josef Troyer (1954) und am Chor befindet sich eine Darstellung Jesu als guter Hirte. Im Chorwandfresko im Innenraum wird das Zentrum von einem Bild der heiligen Dreifaltigkeit gebildet. An den Emporenreliefs und den unteren Fensterbildern sind Heilige des Dominikanerordens dargestellt. 1997 gestalteten die bildenden Künstler Gunter Damisch und Fritz Panzer die gläsernen Kirchenfenster neu. Nördlich ist an den Turm das Rosarium mit kreisrundem Wendelgang und der kleinen Fatimakapelle angeschlossen.

### Orgel

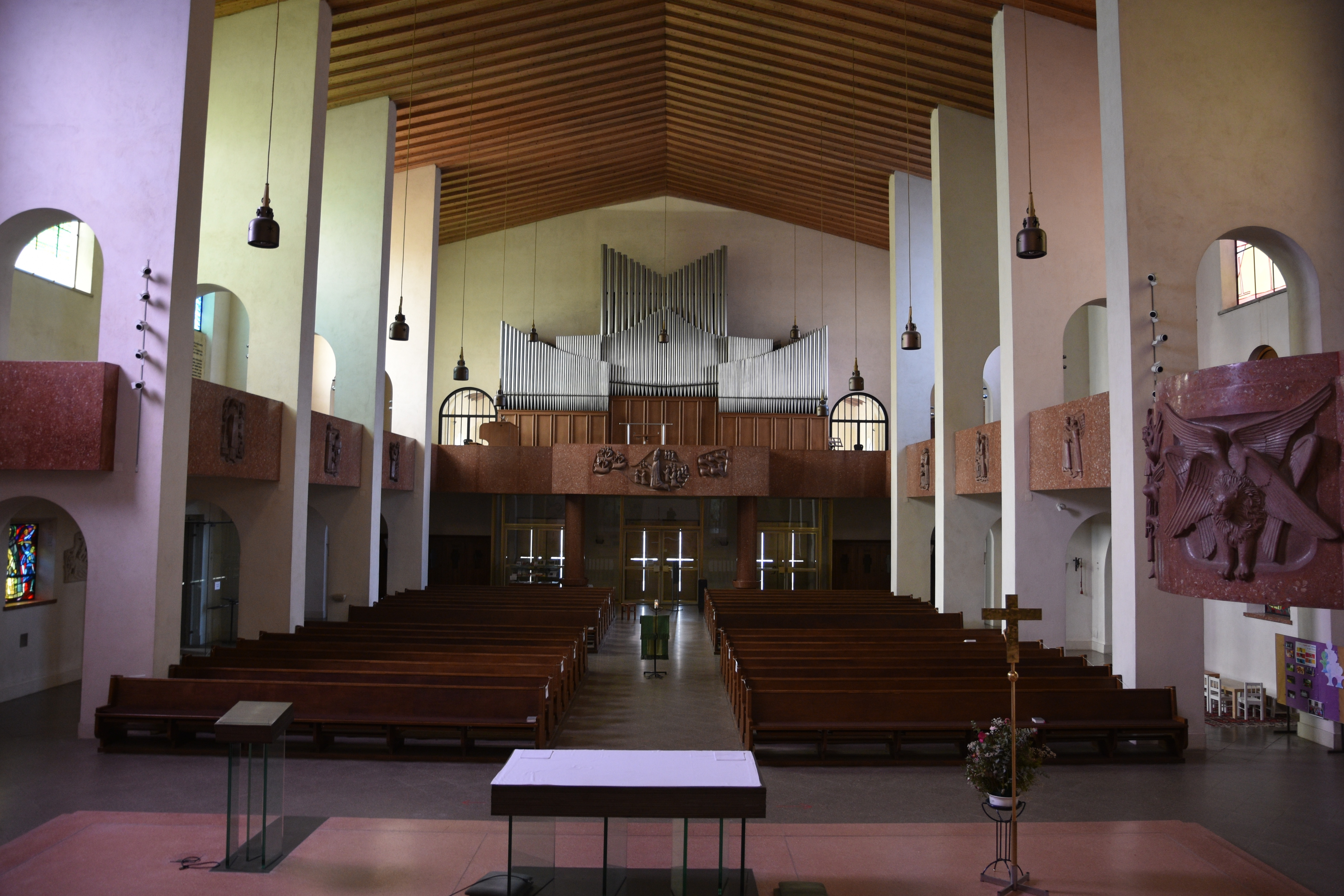
Blick zur Orgel

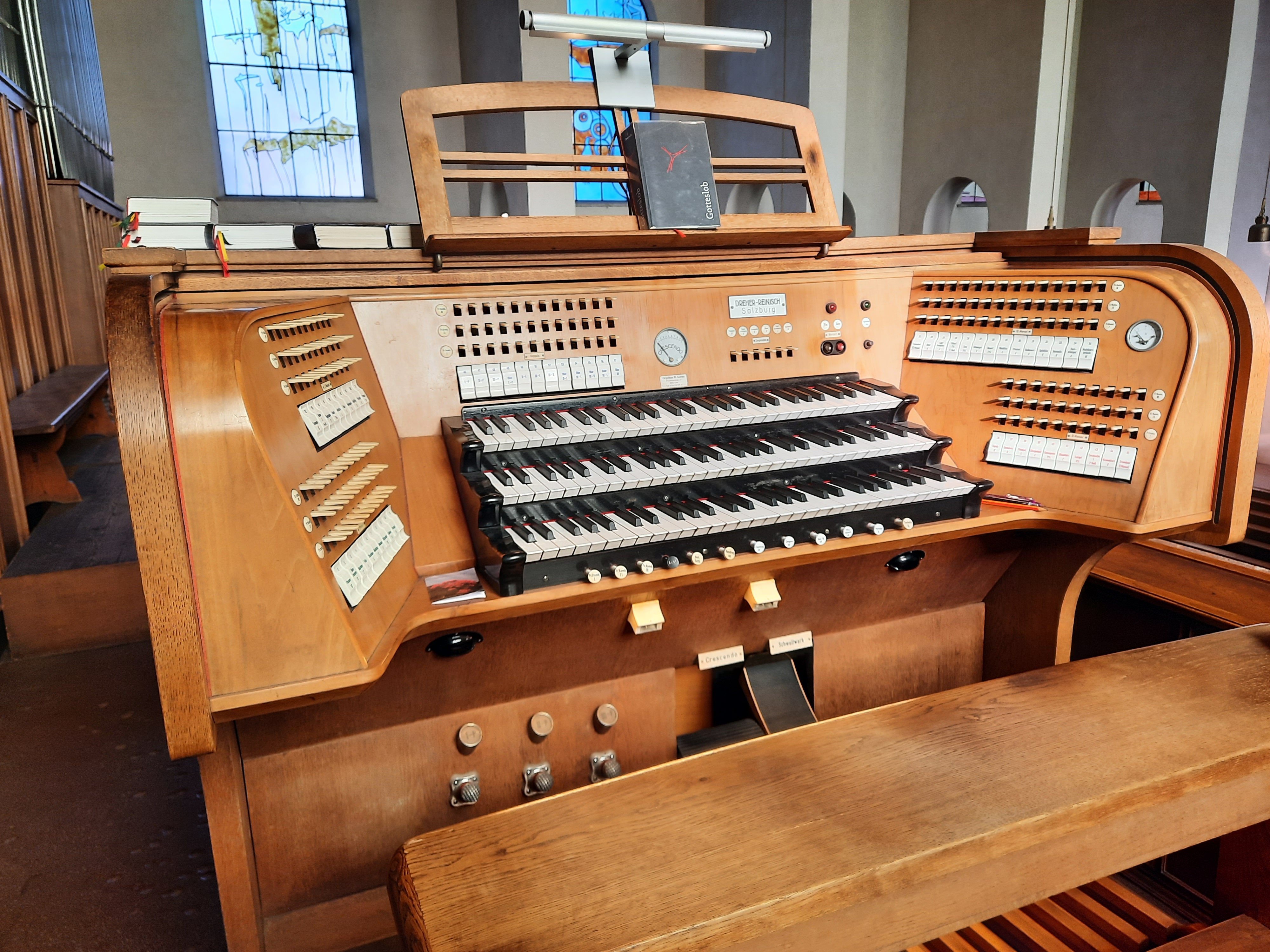
Spieltisch der Orgel mit 3 Manualen

Die Orgel der Münzgrabenkirche wurde im Jahr 1956 durch die Orgelbaufirma Dreher & Reinisch errichtet. Das Instrument besitzt 42 Register, verteilt auf drei Manualwerke und Pedal.

### Glocken
Im Turm der Münzgrabenkirche hängen sieben Glocken der Glockengießerei Grassmayr aus Innsbruck. Alle Glocken wurden 1961 gegossen und bilden eines der größten und klangschönsten Geläute der steirischen Landeshauptstadt.
| Nr. | Name                         | Gießer                    | Gussjahr | Nominal |
| --- | ---------------------------- | ------------------------- | -------- | ------- |
| 1   | Gott Vater                   | Glockengießerei Grassmayr | 1961     | b0      |
| 2   | Gottes Sohn, Christus        | Glockengießerei Grassmayr | 1961     | des1    |
| 3   | Gott, Heiliger Geist         | Glockengießerei Grassmayr | 1961     | es1     |
| 4   | Rosenkranzkönigin von Fatima | Glockengießerei Grassmayr | 1961     | f1      |
| 5   | Hl. Mutter Anna              | Glockengießerei Grassmayr | 1961     | as1     |
| 6   | Hl. Dominikus                | Glockengießerei Grassmayr | 1961     | b1      |
| 7   | Hl. Josef                    | Glockengießerei Grassmayr | 1961     | des²    |